# Werner Spring
Werner Spring (27 marzo 1917 – Zugo, 1959) è stato un bobbista svizzero.

## Biografia
Viene ricordato come vincitore di una medaglia di bronzo nella sua disciplina, ottenuta ai campionati mondiali del 1949 (edizione tenutasi a Lake Placid, Stati Uniti d'America) insieme ai suoi connazionali Fritz Feierabend, Friedrich Waller e Heinrich Angst
Totalizzarono un tempo inferiore rispetto alle nazionali statunitensi; ai mondiali del 1951 vinse un'altra medaglia di bronzo.